# 2003 w muzyce
Wydarzenia muzyczne w 2003 roku.

## Wydarzenia
- 24 stycznia – koncert Tori Amos w poznańskiej Hali widowiskowo-sportowej Arena
- 21 marca – pożegnalny koncert Paktofoniki w katowickim Spodku, gdzie wystąpili m.in. O.S.T.R., Duże Pe, WSZ i wielu innych
- 21 czerwca – pożegnalny koncert Modern Talking w Berlinie
- Jimi Hendrix wybrany na najwybitniejszego gitarzystę wszech czasów w plebiscycie magazynu muzycznego „Rolling Stone”[1]
- założenie indierockowego zespołu Art Brut z Londynu[2]
- założenie punk rockowego zespołu Anti Dread ze Szczecina
- założenie punk rockowego zespołu Rewizja z Lubina
- założenie hardcore punkowego zespołu Castet z Rudy Śląskiej

## Urodzili się
- 1 stycznia – Nieve Ella(inne języki), brytyjska piosenkarka
- 6 stycznia – MattyBraps, właśc. Matthew David Morris, amerykański piosenkarz i raper
- 9 stycznia – Sangiovanni, włoski piosenkarz, raper i autor tekstów
- 21 stycznia – Erin LeCount, brytyjska piosenkarka i autorka tekstów
- 23 stycznia – Bishara Morad, syryjsko-szwedzki piosenkarz
- 9 lutego – Schafter, właśc. Wojciech Laskowski, polski raper, piosenkarz, autor tekstów, producent muzyczny i reżyser teledysków
- 10 lutego – Blanco, właśc. Riccardo Fabbriconi, włoski piosenkarz i raper
- 20 lutego – Olivia Rodrigo, amerykańska aktorka i piosenkarka
- 21 lutego – Charlieonfriday, amerykański raper, piosenkarz i autor tekstów
- 25 lutego – Haewon, południowokoreańska piosenkarka, członki zespołu Nmixx
- 2 marca – Avery Anna, amerykańska piosenkarka country i autorka tekstów
- 6 marca – Malou Prytz, szwedzka piosenkarka
- 10 marca – Emma Steinbakken, norweska piosenkarka
- 20 marca – Cameron Whitcomb, kanadyjski piosenkarz i autor tekstów
- 26 marca
  - Bhad Bhabie, amerykańska raperka i osobowość internetowa
  - Żyleta, polski raper, autor tekstów i producent muzyczny
- 27 marca – LDA, włoski piosenkarz, raper i autor tekstów
- 15 kwietnia – Sam Barber, amerykański piosenkarz country i autor tekstów
- 19 kwietnia – Carla Fernandes, polska piosenkarka, autorka tekstów i kompozytorka pochodzenia hiszpańsko-portugalskiego
- 16 maja – Matteo Markus Bok, niemiecko-włoski piosenkarz
- 19 maja – JoJo Siwa, amerykańska piosenkarka, tancerka, aktorka i osobowość medialna
- 20 maja – OsamaSon, amerykański raper, autor tekstów i producent muzyczny
- 21 maja – Pia Maria, austriacka piosenkarka
- 31 maja – Diana Ankudinowa, rosyjska piosenkarka
- 4 czerwca – Hálfdán Helgi Matthíasson, islandzki raper, piosenkarz i autor tekstów, członek duetu Væb
- 5 czerwca – Zuzanna Jabłońska, polska piosenkarka
- 8 czerwca
  - 347aidan, kanadyjski raper
  - Kush K, australijski raper, producent muzyczny i muzyk
- 22 czerwca – Alisa Kożykina, rosyjska piosenkarka
- 1 lipca – Tate McRae, kanadyjska piosenkarka, autorka tekstów i tancerka
- 4 lipca – Polina Bogusiewicz, rosyjska piosenkarka
- 23 lipca – Fukaj, właśc. Aleksander Wasiluk, polski raper i autor tekstów
- 25 lipca – Albin Tingwall, szwedzki piosenkarz
- 9 sierpnia – Kazuha Nakamura, japońska piosenkarka, raperka i tancerka, członkini zespołu Le Sserafim
- 15 sierpnia – Anna, włoska raperka i autorka tekstów
- 17 sierpnia – The Kid Laroi, australijski raper, piosenkarz i autor tekstów
- 1 września – An Yu-jin, południowokoreańska piosenkarka, członkini zespołu Ive
- 6 września – Faye Montana, niemiecka aktorka, producentka wideo, prezenterka i piosenkarka
- 15 września – Malcolm Todd, amerykański piosenkarz, autor tekstów i muzyk
- 16 września – Claude Kiambe, holenderki piosenkarz pochodzenia kongijskiego
- 18 września – Aidan Gallagher, amerykański aktor i piosenkarz
- 26 września – Jane Remover, amerykańska muzyk i producentka muzyczna
- 28 września – Lauren Spencer-Smith, kanadyjska piosenkarka i autorka tekstów
- 29 września – VC Barre, właśc. Baran Çelik, szwedzki raper
- 5 października – Eden Golan, rosyjsko-izraelska piosenkarka
- 25 października – Tegan Marie, amerykańska piosenkarka i autorka tekstów
- 28 października – Bambi, właśc. Michalina Włodarczyk, polska raperka i autorka tekstów
- 5 listopada – 4Batz, amerykański piosenkarz i autor tekstów
- 6 listopada – Gina Miles, amerykańska piosenkarka i autorka tekstów
- 28 listopada
  - Antoni Scardina, polski piosenkarz i aktor
  - Mae Stephens, brytyjska piosenkarka i autorka tekstów
- 2 grudnia
  - Jade De Rijcke, belgijska piosenkarka
  - SSGKobe, amerykański raper, piosenkarz i autor tekstów
- 9 grudnia – Yuna, południowokoreańska raperka, piosenkarka i tancerka, członkini zespołu Itzy
- 22 grudnia – Norbert Wronka, polski piosenkarz i autor tekstów
- 26 grudnia – Chris Steger, austriacki piosenkarz
- 30 grudnia – Dina Ayada, belgijska piosenkarka i raperka pochodzenia marokańskiego

## Zmarli
- 1 stycznia – Giorgio Gaber, włoski piosenkarz i kompozytor, przedstawiciel piosenki autorskiej (ur. 1939)
- 3 stycznia – Krystyna Wilkowska-Chomińska, polska muzykolog (ur. 1920)
- 10 stycznia – Roman Suchecki, polski wiolonczelista, solista i kameralista, pedagog, profesor zwyczajny sztuk muzycznych (ur. 1933)
- 12 stycznia – Maurice Gibb, brytyjski muzyk, basista, gitarzysta, klawiszowiec i wokalista zespołu Bee Gees (ur. 1949)
- 14 stycznia – Zenon Płoszaj, polski skrzypek, kameralista, pedagog muzyczny (ur. 1924)
- 16 stycznia – Henryk Czyż, polski dyrygent, kompozytor, literat, pedagog (ur. 1923)
- 18 stycznia – Xenia Grey, właśc. Ksenia Martyszówna, polska śpiewaczka operetkowa i aktorka (ur. 1904)
- 24 stycznia – Waldemar Goszcz, polski aktor, piosenkarz i model (ur. 1973)
- 2 lutego – Lou Harrison, amerykański kompozytor (ur. 1917)
- 3 lutego – Peter Schat, holenderski kompozytor (ur. 1935)
- 16 lutego – Edward Czerny, kompozytor, dyrygent, aranżer (ur. 1917)
- 25 lutego – Alberto Sordi, włoski aktor, piosenkarz i reżyser (ur. 1920)
- 27 lutego – John Lanchbery, brytyjski dyrygent, kompozytor i aranżer (ur. 1923)
- 2 marca – Hank Ballard, amerykański piosenkarz (ur. 1927)
- 3 marca – Goffredo Petrassi, włoski kompozytor (ur. 1904)
- 4 marca – Fedora Barbieri, włoska śpiewaczka operowa (mezzosopran) (ur. 1920)
- 25 marca – Sławomir Wysocki, polski gitarzysta, kompozytor i autor tekstów; muzyk zespołu Róże Europy (ur. 1957)
- 31 marca – Tommy Seebach, duński piosenkarz, kompozytor, producent, organista i pianista (ur. 1949)
- 8 kwietnia – Maki Ishii, japoński kompozytor (ur. 1936)
- 9 kwietnia – Jan Szyrocki, polski dyrygent, założyciel i dyrektor artystyczny Chóru Akademickiego Politechniki Szczecińskiej (ur. 1931)
- 21 kwietnia – Nina Simone, amerykańska piosenkarka, autorka tekstów i pianistka (ur. 1933)
- 4 maja – Sesto Bruscantini, włoski śpiewak operowy (baryton) (ur. 1919)
- 11 maja – Noel Redding, basista grupy The Jimi Hendrix Experience
- 15 maja – June Carter Cash, amerykańska piosenkarka i kompozytorka country (ur. 1929)
- 19 maja – Ivo Žídek, czeski śpiewak operowy (tenor) (ur. 1935)
- 20 maja – Joe „Guitar” Hughes, amerykański muzyk bluesowy (ur. 1937)
- 24 maja – Edward Bogusławski, polski kompozytor i pedagog (ur. 1940)
- 27 maja – Luciano Berio, włoski kompozytor (ur. 1925)
- 5 czerwca – Manuel Rosenthal, francuski kompozytor i dyrygent (ur. 1904)
- 22 czerwca – Sergio Bruni, włoski piosenkarz (ur. 1921)
- 1 lipca – Herbie Mann, amerykański flecista jazzowy oraz saksofonista, klarnecista basowy, kompozytor i producent (ur. 1930)
- 4 lipca
  - André Claveau, francuski piosenkarz (ur. 1911)
  - Barry White, amerykański piosenkarz, producent muzyczny i twórca tekstów piosenek (ur. 1944)
- 12 lipca – Benny Carter, amerykański saksofonista altowy, trębacz, klarnecista, kompozytor, aranżer i bandleader jazzowy (ur. 1907)
- 13 lipca – Compay Segundo, kubański muzyk, gitarzysta i kompozytor (ur. 1907)
- 16 lipca – Celia Cruz, kubańska piosenkarka (ur. 1925)
- 17 lipca – Rosalyn Tureck, amerykańska pianistka, klawesynistka, interpretatorka dzieł Bacha (ur. 1914)
- 25 lipca – Grażyna Świtała, polska piosenkarka i kompozytorka (ur. 1954)
- 2 sierpnia – Don Estelle, brytyjski aktor i piosenkarz (ur. 1933)
- 9 sierpnia – Bill Perkins, amerykański saksofonista i flecista jazzowy (ur. 1924)
- 24 sierpnia – Ferdinand Deda, albański dyrygent i kompozytor (ur. 1941)
- 28 sierpnia – Jurij Saulski, rosyjski kompozytor muzyki filmowej; Ludowy Artysta RFSRR (ur. 1928)
- 31 sierpnia – Tadeusz Machl, polski kompozytor i pedagog (ur. 1922)
- 4 września – Tibor Varga, węgierski skrzypek, dyrygent i pedagog (ur. 1921)
- 9 września – Jerzy Kawalec, gitarzysta basowy i kompozytor (ur. 1954)
- 12 września – Johnny Cash, amerykański wokalista rock’n’rollowy (ur. 1932)
- 15 września – Jack Brymer, angielski klarnecista i pedagog (ur. 1915)
- 26 września
  - Shawn Lane, amerykański gitarzysta jazzowy i kompozytor (ur. 1963)
  - Robert Palmer, brytyjski piosenkarz (ur. 1949)
- 7 października – Arthur Berger, amerykański kompozytor, pedagog, krytyk muzyczny (ur. 1912)
- 10 października – Eugene Istomin, amerykański pianista pochodzenia rosyjskiego (ur. 1925)
- 15 października – Andrzej Pawlik, polski gitarzysta basowy, muzyk sesyjny (ur. 1952)
- 28 października – Aleksandyr Rajczew, bułgarski kompozytor (ur. 1922)
- 29 października – Franco Corelli, włoski śpiewak operowy (tenor bohaterski) (ur. 1921)
- 1 listopada – Anton Maiden, szwedzki piosenkarz (ur. 1980)
- 12 listopada – Antoni Poszowski, polski dyrygent, teoretyk muzyki, profesor zwyczajny sztuk muzycznych (ur. 1931)
- 14 listopada
  - Jerzy Myrcha, polski działacz społeczny, pieśniarz, autor i kompozytor (ur. 1933)
  - Ryszard Tarasewicz, polski śpiewak operowy i operetkowy (tenor) (ur. 1930)
- 18 listopada
  - Michael Kamen, amerykański kompozytor, aranżer, dyrygent, autor piosenek i muzyk sesyjny (ur. 1948)
  - Stefan Zach, polski piosenkarz i kompozytor (ur. 1940)
- 23 listopada – Andrzej Cudzich, polski kontrabasista jazzowy, kompozytor (ur. 1960)
- 10 grudnia – Bolesław Jankowski, polski śpiewak, reżyser operowy, pedagog, dyrektor teatrów (ur. 1920)
- 12 grudnia – Marcello Giombini, włoski kompozytor, dyrygent i producent muzyczny (ur. 1928)
- 22 grudnia – Rose Hill, brytyjska aktorka i śpiewaczka (ur. 1914)
- 28 grudnia – Aleksiej Nikołajew, rosyjski kompozytor; twórca muzyki filmowej (ur. 1931)

## Debiuty
- polskie
  - Anti Dread
  - Macca Squad
  - Strachy na Lachy
- zagraniczne
  - Evanescence – Album: Fallen, single: „Bring Me to Life”, „Going Under”, „My Immortal”, „Everybody’s Fool”
  - Sean Paul – Album: Dutty Rock, single: „Get Busy”, „Like Glue”
  - The Rasmus – Album: Dead Letters, single: „In the Shadows”, „First Day in My Life”
  - Kelly Clarkson
  - Arcade Fire
  - Kaiser Chiefs
  - Vanilla Ninja – Album: Vanilla Ninja (album)
  - Midori
  - Justice

## Albumy

### polskie
- Specjalny rodzaj kontrastu – 1984
- P-ń VI – 52 Dębiec
- Pełnia – Alians
- Expect Unexpected – Ankh
- 14 seksistowskich piosenek – Anti Dread
- Pocałunek mongolskiego księcia – Armia
- Platynowa płyta – Wanda i Banda
- Demi-sec – Blue Café
- Palę sobie – Budka Suflera
- Posłuchaj sobie – Budka Suflera
- Nero – Closterkeller
- Orgasmusica – Corruption
- Halo Halo Dzieci Europy – Dzieci z Brodą
- Gdzie jest Eis? – Eis
- Muszę krzyczeć! – Farba
- Pozytywka – Farben Lehre
- Przeznaczenie – Ewelina Flinta
- Supermarket – Formacja Nieżywych Schabuff
- Gitarą i piórem 2 – różni wykonawcy
- Kawałek po kawałku – Goya
- Music Music – Hey
- Drzewa – Wojciech Hoffmann
- Sprawiedliwość? – The Hunkies
- Babilon. Serki dietetyczne – Hurt
- Trans Misja – Reni Jusis
- Stereo typ – Kayah
- Komety – Komety
- Kora Ola! Ola! – Kora
- Natalia Kukulska – Natalia Kukulska
- Nieprzyzwoite piosenki – Anita Lipnicka & John Porter
- To My... – Lumpex 75
- Nie czekaj na jutro – Łzy
- The Best Of – Myslovitz
- Korova Milky Bar – Myslovitz
- Od początku II – Czesław Niemen
- To naprawdę już koniec 1995–2003 – O.N.A.
- Bezrobocie – One Million Bulgarians
- Koncertówka 2. Drugi szczyt – Pidżama Porno
- Happy End – Po prostu
- The Best Of – Renata Przemyk
- Wolność słowa – Püdelsi
- Trzecia połowa – Ramzes & The Hooligans
- Komplet – Republika
- Smolik 2 – Andrzej Smolik
- Bal szkieletów – Stan Zvezda
- Złota kolekcja – Stare Dobre Małżeństwo
- Piosenki Toma Waitsa – Kazik Staszewski
- Złota kolekcja (Moja intymność) – Justyna Steczkowska
- Art.pl – Swoją Drogą
- Fafarafa – Trawnik
- Na południe – Anna Treter
- Cztery pory rapu – Trzeci Wymiar
- Voo Voo z kobietami – Voo Voo

### zagraniczne
- In the Zone – Britney Spears
- Rock n Roll – Ryan Adams
- Kish Kash – Basement Jaxx
- Dangerously in Love – Beyoncé
- Elephunk – The Black Eyed Peas
- Think Tank – Blur
- Death Cult Armageddon – Dimmu Borgir
- 76 – Armin van Buuren
- Unearthed – Johnny Cash
- The Future – Cassidy
- Meine Welt – Yvonne Catterfeld
- Thankful – Kelly Clarkson
- BBC Sessions – Cream
- Welcome to the Monkey House – The Dandy Warhols
- Devotion – A Tribute to Depeche Mode – składanka coverów Depeche Mode
- Life for Rent – Dido
- One Heart – Céline Dion
- 1 fille & 4 types – Céline Dion
- Grand Champ – DMX
- Train of Thought – Dream Theater
- Metamorphosis – Hilary Duff
- Fire – Electric Six
- Fallen – Evanescence
- Fuck the System – The Exploited
- Closer – Josh Groban
- Live at Berkeley – Jimi Hendrix
- Love Metal – HIM
- I Am Kloot – I Am Kloot
- Dance of Death – Iron Maiden
- Strays – Jane’s Addiction
- Geometry of Love – Jean-Michel Jarre
- The Black Album – Jay-Z
- Saharni – Najwa Karam
- The Power to Believe – King Crimson
- Symphony: Alive IV – KISS
- My World – Avril Lavigne
- Up the Bracket – The Libertines
- Meteora – Linkin Park
- American Life – Madonna
- Remixed & Revisited – Madonna
- St. Anger – Metallica
- Animositisomina – Ministry
- Body Language – Kylie Minogue
- Universe – Modern Talking
- The Final Album – Modern Talking
- Sad Songs for Dirty Lovers – The National
- Run That by Me One More Time – Willie Nelson and Ray Price
- Electric Version – The New Pornographers
- Triggernometry – Onyx
- Payable on Death – P.O.D.
- Try This – Pink
- Gave Up – The Postal Service
- Live at Wembley Stadium (podwójne DVD koncertowe) – Queen
- Greatest Video Hits 2 (podwójne DVD z teledyskami) – Queen
- The Game (DVD-Audio) – Queen
- Made in Heaven – The Films (DVD z teledyskami) – Queen
- Hail to the Thief – Radiohead
- Echoes – The Rapture
- Chain Gang of Love – The Raveonettes
- Greatest Hits – Red Hot Chili Peppers
- O – Damien Rice
- The Pop Hits – Roxette
- Unfinished Business Vol. 1 – Ruff Ryders
- The Living Road – Lhasa de Sela
- Walk Witt Me – Sheek Louch
- BBC Radio 1967–1971 – Soft Machine
- BBC Radio 1971–1974 – Soft Machine
- Sacred Love – Sting
- Room on Fire – The Strokes
- Three – Sugababes
- 200 km/h in the Wrong Lane – t.A.T.u.
- High Anxiety – Therapy?
- Three Days Grace – Three Days Grace
- Life Is Killing Me – Type O Negative
- The Long Road – Nickelback
- Want One – Rufus Wainwright
- Elephant – The White Stripes
- Cuckooland – Robert Wyatt
- Solar Flares Burn for You – Robert Wyatt
- Fever to Tell – Yeah Yeah Yeahs
- Greendale – Neil Young
- The Wind – Warren Zevon

## Muzyka poważna

### Kompozycje
- Lukas Foss – Baroque Meditations
- Julian Gembalski – Cantata improvisata de Ressurrectione D.N.J.C.[3]

## Film muzyczny
- Dirty Dancing 2

## Nagrody
- Fryderyki 2003
- Konkurs Piosenki Eurowizji
  - „Everyway That I Can”, Sertab Erener
- 9 września – ogłoszenie zwycięzcy nagrody 2003 Panasonic Mercury Music Prize – raper Dizzee Rascal za album Boy in Da Corner[4]
- 12 grudnia – Grand Prix Jazz Melomani 2002, Łódź, Polska